# Lothar Emmerich
Lothar Emmerich (Dorstfeld, 1941. november 29. – Hemer, 2003. augusztus 13.) világbajnoki ezüstérmes nyugatnémet válogatott német labdarúgó, csatár, edző.

## Pályafutása

### Klubcsapatban
1960 és 1969 között a Borussia Dortmund csapatában játszott, ahol tagja volt az 1962–63-as bajnokcsapatnak, az 1965-ös nyugatnémet kupa-győztes csapatnak és az 1965–66-os kupagyőztesek-Európa-kupája győztes csapatnak. Az 1965–66-os és 1966–67-es idényekben bajnoki gólkirály lett.
1969 és 1972 között a belga Beerschot AC csapatában játszott és az 1969–70-es idényben belga gólkirály lett. 1972 és 1974 között az osztrák Austria Klagenfurt labdarúgója volt. 1974-ben hazatért és 1978-ig az 1. FC Schweinfurt 05, a Würzburger FV és a Kickers Würzburg együtteseiben játszott. 1978-ban vonult vissza az aktív labdarúgástól.

### A válogatottban
1966-bant öt alkalommal szerepelt a nyugatnémet válogatottban és két gólt szerzett. Tagja volt az 1966-os világbajnoki ezüstérmes csapatnak Angliában.

### Edzőként
1981 és 1999 között edzőként tevékenykedett. Az 1980-as években az SpVgg Bayreuth, az 1. FSV Mainz 05, az SSV Reutlingen, az Eintracht Bad Kreuznach és a KSV Klein-Karben csapatainál volt vezetőedző. Az 1990-es években az SC Idar-Oberstein, az SG Weinsheim és a TuS Kirchweiler együtteseinek szakmai munkáját irányította.

## Sikerei, díjai
NSZK
- Világbajnokság
  - ezüstérmes: 1966, Anglia

 Borussia Dortmund
- Nyugatnémet bajnokság (Bundesliga)
  - bajnok: 1962–63
  - gólkirály: 1965–66, 1966–67
- Nyugatnémet kupa (DFB-Pokal)
  - győztes: 1965
- Kupagyőztesek Európa-kupája (KEK)
  - győztes: 1965–66

 Beerschot AC
- Belga bajnokság
  - gólkirály: 1969–70